# Campionati mondiali di sollevamento pesi 2023 - +87 kg femminile
Le gare di sollevamento pesi della categoria oltre gli 87 kg femminile — pesi supermassimi — dei campionati mondiali del 2023 si sono svolte il 16 settembre 2023 a Riad presso la Green Hall del Prince Faisal bin Fahad Olympic Complex.

## Programma
L'orario indicato corrisponde a quello saudita (UTC+03:00)
| Data              | Orario | Evento   |
| ----------------- | ------ | -------- |
| 16 settembre 2023 | 09:30  | Gruppo C |
| 16 settembre 2023 | 11:30  | Gruppo B |
| 16 settembre 2023 | 16:30  | Gruppo A |

## Medagliate
Per ciascun esercizio, le prime tre classificate sono le seguenti:
| Esercizio | Oro            | Oro    | Argento             | Argento | Bronzo        | Bronzo |
| --------- | -------------- | ------ | ------------------- | ------- | ------------- | ------ |
| Strappo   | Park Hye-jeong | 124 kg | Son Young-hee       | 122 kg  | Lisseth Ayovi | 121 kg |
| Slancio   | Park Hye-jeong | 165 kg | Mary Theisen-Lappen | 160 kg  | Lisseth Ayovi | 155 kg |
| Totale    | Park Hye-jeong | 289 kg | Mary Theisen-Lappen | 277 kg  | Lisseth Ayovi | 276 kg |

## Record
Prima di questa competizione, i record mondiali esistenti erano i seguenti:
| Record mondiale | Strappo | Li Wenwen | 148 kg | Tashkent, Uzbekistan | 25 aprile 2021 |
| Record mondiale | Slancio | Li Wenwen | 187 kg | Tashkent, Uzbekistan | 25 aprile 2021 |
| Record mondiale | Totale  | Li Wenwen | 335 kg | Tashkent, Uzbekistan | 25 aprile 2021 |

## Risultati
| Pos. | Atleta                          | Gr. | Peso atleta | Strappo (kg) | Strappo (kg) | Strappo (kg) | Strappo (kg) | Slancio (kg) | Slancio (kg) | Slancio (kg) | Slancio (kg) | Totale   |
| Pos. | Atleta                          | Gr. | Peso atleta | 1            | 2            | 3            | Pos.         | 1            | 2            | 3            | Pos.         | Totale   |
| ---- | ------------------------------- | --- | ----------- | ------------ | ------------ | ------------ | ------------ | ------------ | ------------ | ------------ | ------------ | -------- |
|      | Park Hye-jeong (KOR)            | A   | 135.63      | 120          | 124          | 131          |              | 158          | 158          | 165          |              | 289      |
|      | Mary Theisen-Lappen (USA)       | A   | 132.28      | 117          | 117          | 121          | 6            | 156          | 160          | 166          |              | 277      |
|      | Lisseth Ayoví (ECU)             | A   | 133.76      | 111          | 116          | 121          |              | 146          | 150          | 155          |              | 276      |
| 4    | Halima Abdelazim (EGY)          | A   | 141.13      | 120          | 120          | 123          | 4            | 148          | 152          | 157          | 5            | 272      |
| 5    | Sarah Robles (USA)              | A   | 141.77      | 117          | 121          | 123          | 5            | 145          | 150          | 150          | 6            | 267      |
| 6    | Iuniarra Sipaia (SAM)           | A   | 138.78      | 105          | 110          | 114          | 11           | 150          | 154          | 157          | 4            | 264      |
| 7    | Crismery Santana (DOM)          | B   | 106.42      | 110          | 114          | 116          | 7            | 136          | 141          | 145          | 8            | 259      |
| 8    | Nurul Akmal (INA)               | B   | 125.74      | 105          | 105          | 110          | 10           | 145          | 146          | 150          | 7            | 256      |
| 9    | Wang Ling-chen (TPE)            | B   | 107.78      | 110          | 114          | 114          | 9            | 140          | 143          | 143          | 9            | 253      |
| 10   | Tursunoy Jabborova (UZB)        | B   | 103.20      | 110          | 114          | 116          | 8            | 135          | 135          | 141          | 10           | 251      |
| 11   | Tuana Süren (TUR)               | B   | 96.15       | 102          | 106          | 109          | 12           | 134          | 137          | 140          | 12           | 243      |
| 12   | Naryury Pérez (VEN)             | C   | 100.18      | 95           | 100          | 105          | 13           | 120          | 130          | 135          | 13           | 240      |
| 13   | Taiane Justino (BRA)            | B   | 125.72      | 98           | 102          | 102          | 14           | 132          | 137          | 141          | 11           | 239      |
| 14   | Susana Nimo (NZL)               | C   | 100.48      | 93           | 98           | 101          | 15           | 115          | 116          | 120          | 16           | 217      |
| 15   | Scarleth Ucelo (GTM)            | C   | 106.40      | 85           | 90           | 92           | 16           | 118          | 118          | 118          | 14           | 208      |
| 16   | Tereza Králová (CZE)            | C   | 103.08      | 85           | 85           | 90           | 17           | 106          | 112          | 117          | 15           | 202      |
| 17   | Marie Korkor Agbah-Hughes (GHA) | C   | 125.46      | 60           | 64           | 67           | 18           | 85           | 91           | 93           | 17           | 152      |
| 18   | Rana Al-Harbi (KSA)             | C   | 94.09       | 48           | 52           | 55           | 19           | 68           | 72           | 74           | 18           | 126      |
| —    | Son Young-hee (KOR)             | A   | 114.95      | 115          | 121          | 122          |              | 157          | —            | —            | —            | —        |
| —    | Li Wenwen (CHN)                 | A   | 148.90      | 130          | 130          | —            | —            | —            | —            | —            | —            | —        |
| —    | Emily Campbell (GBR)            | A   | 127.03      | —            | —            | —            | —            | —            | —            | —            | —            | —        |
| —    | Yaniuska Espinosa (VEN)         | B   | 107.63      | 105          | 105          | 105          | —            | 130          | —            | —            | —            | —        |
| —    | Duangaksorn Chaidee (THA)       | B   | 113.76      | —            | —            | —            | —            | —            | —            | —            | —            | —        |
| —    | Sarah Fischer (AUT)             | B   | 97.95       | —            | —            | —            | —            | —            | —            | —            | —            | —        |
| —    | Anastasija Hotfrid (GEO)        | C   | 97.68       | —            | —            | —            | —            | —            | —            | —            | —            | —        |
| —    | Lorraine Ligare (KEN)           | C   | ritirata    | ritirata     | ritirata     | ritirata     | ritirata     | ritirata     | ritirata     | ritirata     | ritirata     | ritirata |